# Marina Regală a Țărilor de Jos
Marina Regală a Țărilor de Jos (neerlandeză Koninklijke Marine, KM) reprezintă arma marinei în Forțele armate ale Țărilor de Jos.

Însemnul Koninklijke Marine